# Sajama
Sajama (lub Nevado Sajama) – szczyt w Andach, w południowo-zachodniej Boliwii, w departamencie Oruro.

## Geografia
Jest najwyższym wierzchołkiem tego państwa. Wznosi się na wysokość 6542 m n.p.m. Jest wygasłym stratowulkanem. Po raz pierwszy zdobyty w 1939 roku przez Piero Ghiglione i Josepha Prema. Góra znajduje się w Parku Narodowym Sajama, około 16–24 kilometrów od granicy z Chile i około 290 km od stolicy kraju, La Paz. 

## Galeria

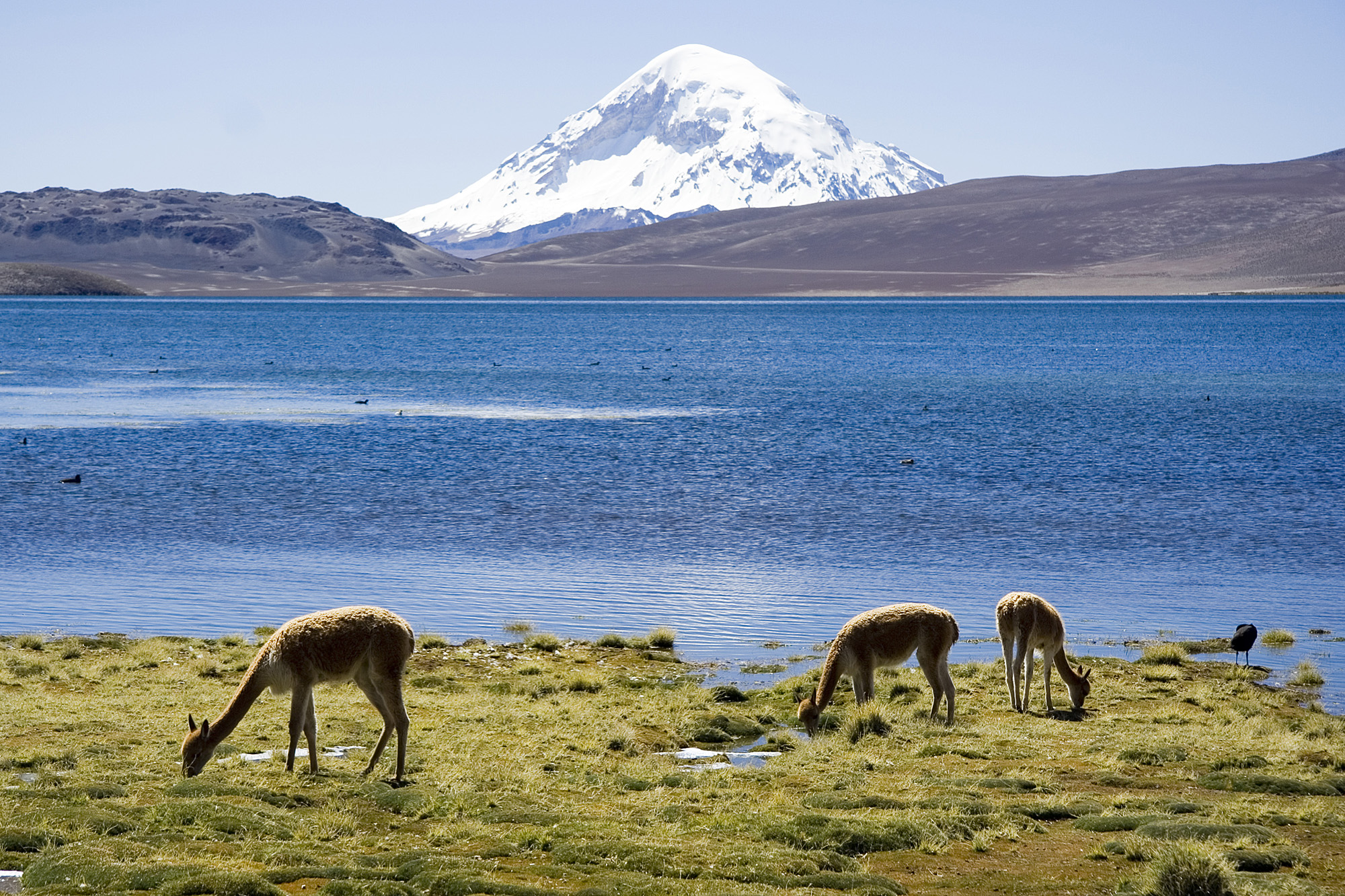
Sajama i jezioro Chungara
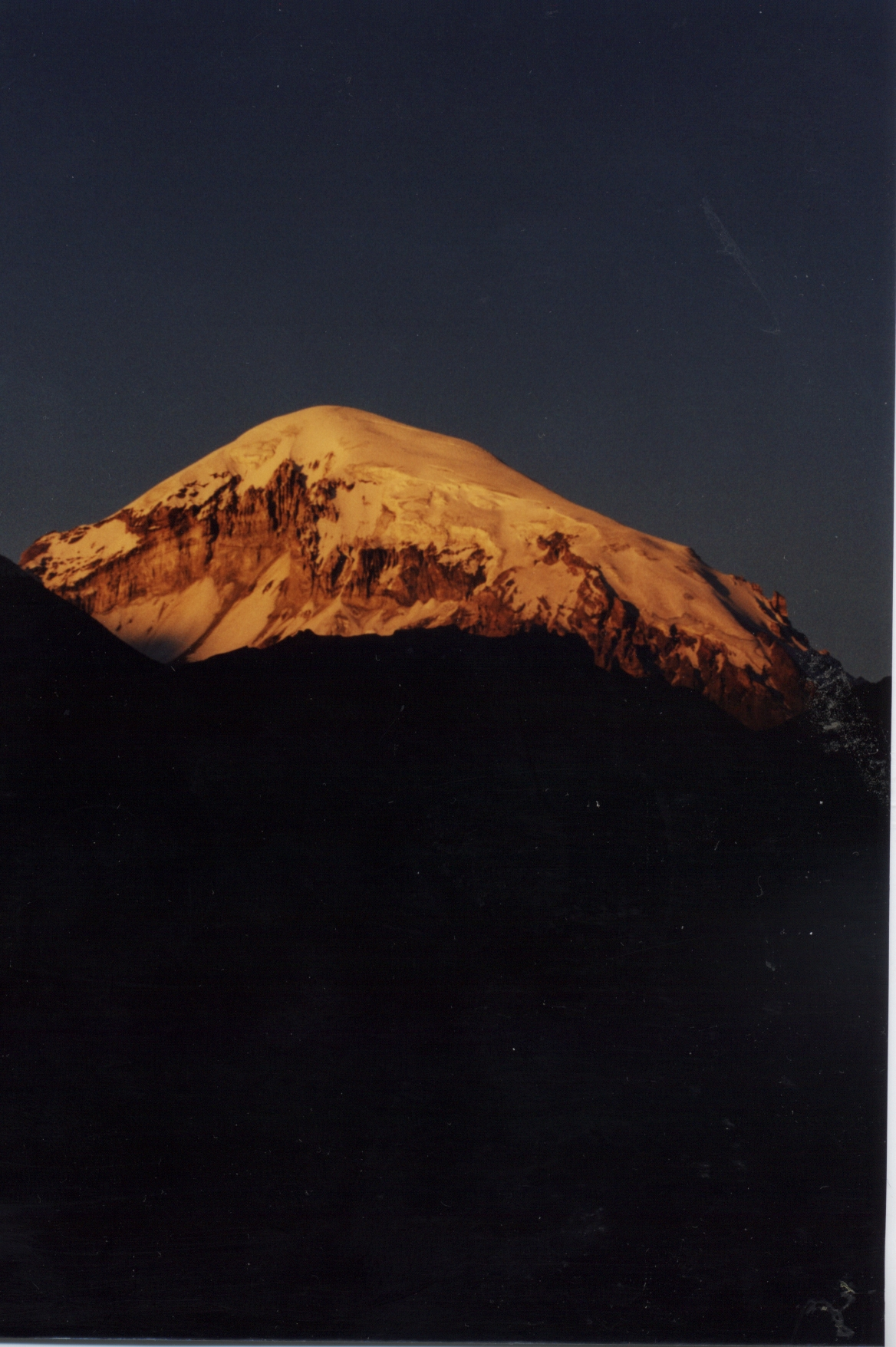
Sajama o zachodzie słońca
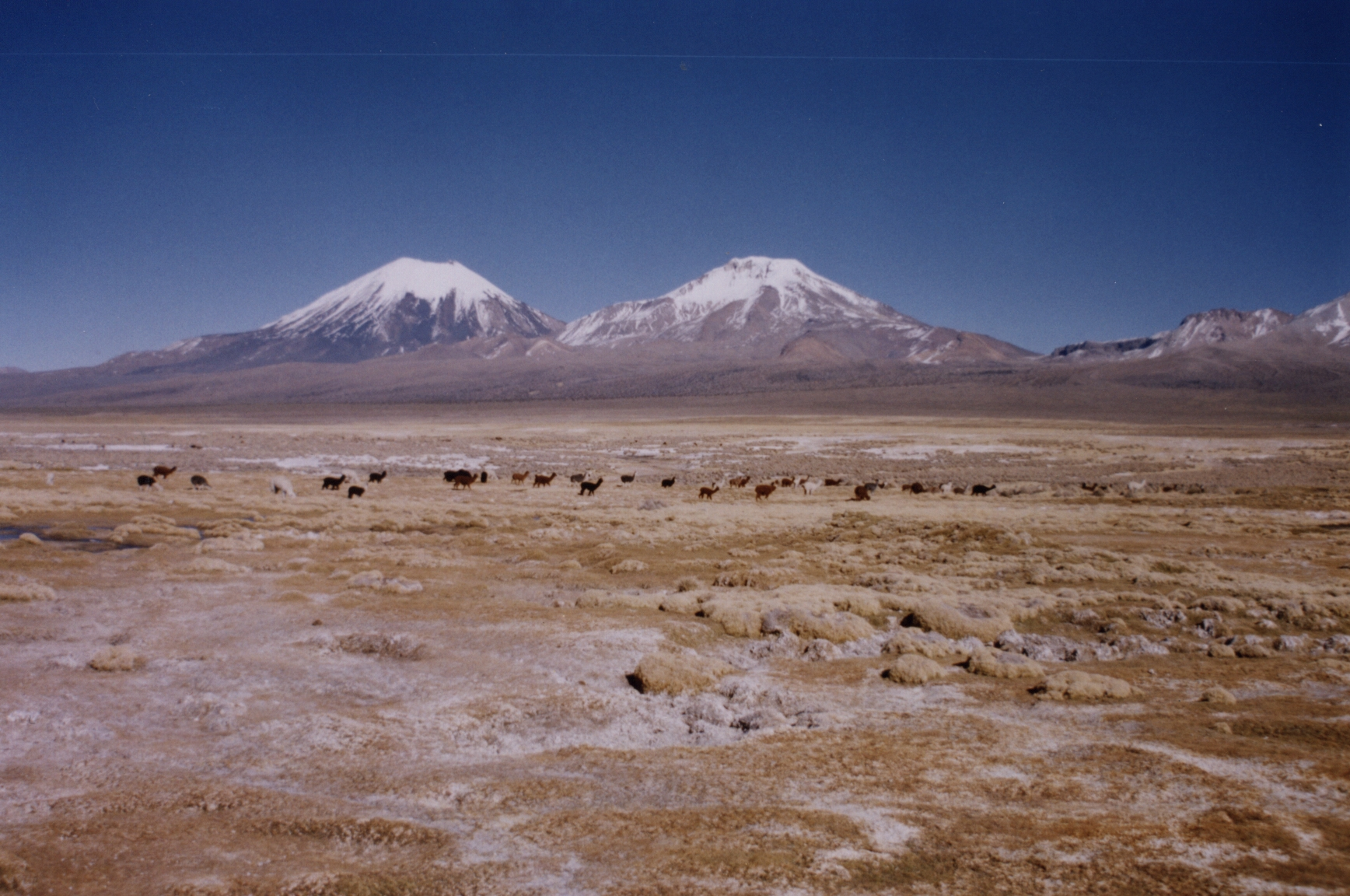
Park Narodowy Sajama